# Poésie scaldique
Pour des articles plus généraux, voir Littérature islandaise et Littérature norvégienne.
 (juillet 2010).
Si vous disposez d'ouvrages ou d'articles de référence ou si vous connaissez des sites web de qualité traitant du thème abordé ici, merci de compléter l'article en donnant les références utiles à sa vérifiabilité et en les liant à la section « Notes et références ».
La poésie scaldique remonte très probablement au VIIe ou VIIIe siècle après Jésus-Christ. Apparue en Norvège et en Islande, elle est encore pratiquée au XIVe siècle en Islande. Elle laisse des œuvres célèbres et complexes, mais aussi des auteurs dont les noms et la carrière nous sont en partie connus comme Bragi Boddason.
Dans le nord de l’Europe — surtout dans l’ouest de la Scandinavie —, il a certainement existé une catégorie reconnue de poètes officiels attachés à la suite d’un roi, d’un chef ou d’une autre autorité, qu’on appelait scaldes (skáld). L’étymologie du terme demeure mystérieuse et la production de ces poètes mal connue et parfois hermétique. Ce n’est d’ailleurs qu’à partir du XIIe siècle que cette littérature a été consignée par écrit — alors qu’elle n’est déjà plus vivante qu’en Islande.
Le rôle d'un scalde était probablement de louer le dignitaire qu’il servait et de jouer le rôle d’historiographe plus ou moins complaisant de son règne. C’est pourquoi la poésie scaldique rapporte en général des événements, des hauts faits, des batailles ou des expéditions — quand elle ne rend pas hommage à un glorieux défunt. Pourtant, il n’est pas rare de lire des scaldes qui exposent des sentiments, parlent d’eux-mêmes ou se mettent en scène, chose qu'on considère en général trop moderne pour la littérature médiévale et qui y est d'ailleurs extrêmement rare.
Les principales informations qui codifient la poésie scaldique se trouve dans le Codex Regius qui rassemble 31 poèmes en vers allitératifs comme la Völuspá ou la Völundarkviða.
Les poèmes scaldiques répondent à une double exigence de fond (en se limitant aux genres et aux voix déjà évoqués) et de forme. En effet, l’art scaldique est avant tout une prouesse lexicale (témoin le heiti et le kenning) et rythmique, une virtuosité complexe et réglée dont certains dispositifs nous échappent encore. Il convient de dire que les variantes formelles sont nombreuses et raffinées, ce qui ne permet pas d’identifier la pratique scaldique à quelques formes simples. Il semble malgré tout que l’essentiel soit de cumuler la recherche la plus poussée qui soit en termes à la fois d’accents, d’assonances, d’allitérations, de strophes, de syllabes et de syntaxe.
La langue des scaldes — que ce soit l’islandais, le protonorvégien, ou d’autres langues ou dialectes proches — part du principe d’une syntaxe libre qui autorise l’inversion et la dispersion des mots dans la phrase et la strophe (qui agit comme le précipité visuel et tabulaire de la phrase linéaire) au gré des besoins d’une musique et d’une profération. Dans l’état actuel des connaissances historiques, il apparait que la déclamation des poèmes était proche du hurlement — et que les groupes d’accents et de syllabes avaient d’autant plus d’importance et d’influence sur la composition.